# Lucij Domicij Ahenobarb
Lucij Domicij Ahenobarb (latinsko Lucius Domicius Ahenobarbus), starorimski politik in general, * 49 pr. n. št., antični Rim, † 25 n. št.
Lucij Domicij je bil sin konzula Gneja Domicija Ahenobarba (konzul 32 pr. n. št.) in Emilije Lepide. Njegova mati je bila sorodnica po očetovi strani triumvira Marka Emilija Lepida. Njegova babica po očetovi strani je bila Porcija (sestra Kata Mlajšega). Ahenobarb se je poročil z Antonijo Major (nečakinjo cesarja Avgusta) in prek sina z njo postal dedek cesarja Nerona.

## Življenje
Kot mladenič je bil Lucij znan in predan voznik kočije, morda do obsesije. Leta 36 pr. n. št. se je zaročil na srečanju Oktavijana in Marka Antonija v Tarentumu z Antonijo Major, hčerko slednjega in Oktavije Mlajše, sestre cesarja Avgusta Oktavijana). Leta 22 pr. n. št. je bil edil, leta 16 pr. n. št. pa konzul. Po konzulstvu je od 13/12 pr. n. št. služil kot guverner Afrike. Kasneje je bil verjetno naslednik Tiberija v Germaniji, kjer je poveljal rimski vojski in prečkal reko Labo, med katerim je postavil oltar Avgustu in prodrl dlje v državo kot kateri koli od njegovih predhodnikov. Zgradil je tudi pot, imenovano Pontes longi, čez močvirja med rekama Ren in reko Ems. Leta 15 n. št. se je ob tej poti odvijala bitka pri Pontes Longi. Za te dosežke je prejel insignije rimski triumf. Umrl je leta 25 n. št.

## Zapuščina
Svetonij ga je opisal kot "arogantnega, krutega, razvpitega in ekstravagantnega" in zabeležil številne primere njegovega nespoštovanja, vključno do cenzorja Lucija Munacija Planka, prokonzula province Afrike in legatom  province Ilirike. V svojem pretorskem in konzulskem mandatu je na oder pripeljal rimske viteze (equites) in poročene ženske, da bi nastopale v pantomimi, kar je bil škandal, ker je bilo v Rimu igranje obravnavano za nižji razred. V vsakem delu mesta je prirejal predstave divjih živali, njegovi gladiatorski boji pa so bili tako krvavi, da jih je moral Avgust omejiti.

## Družina
Z Antonijo Major je imel vsaj tri otroke: Domicijo Lepido Starejšo, Domicijo Lepido Mlajšo (mati cesarice Valerije Mesaline) in Gneja Domitija Ahenobarba (konzul 32)(biološki oče cesarja Nerona). Par je morda imel še enega sina po imenu Lucij in tretjo hčer.